# كلاوس هيلدبراند
كلاوس هيلدبراند (بالألمانية: Klaus Hildebrand)‏ هو تربوي ومؤرخ ألماني، ولد في 18 نوفمبر 1941 في بيلفلد في ألمانيا.

## وصلات خارجية
- كلاوس هيلدبراند على موقع IMDb (الإنجليزية)